# NGC 6996
NGC 6996 is een open sterrenhoop in het sterrenbeeld Zwaan. Het hemelobject werd op 28 oktober 1828 ontdekt door de Britse astronoom John Herschel.

## Synoniemen
- OCL 197